# 프랑수아 를로르

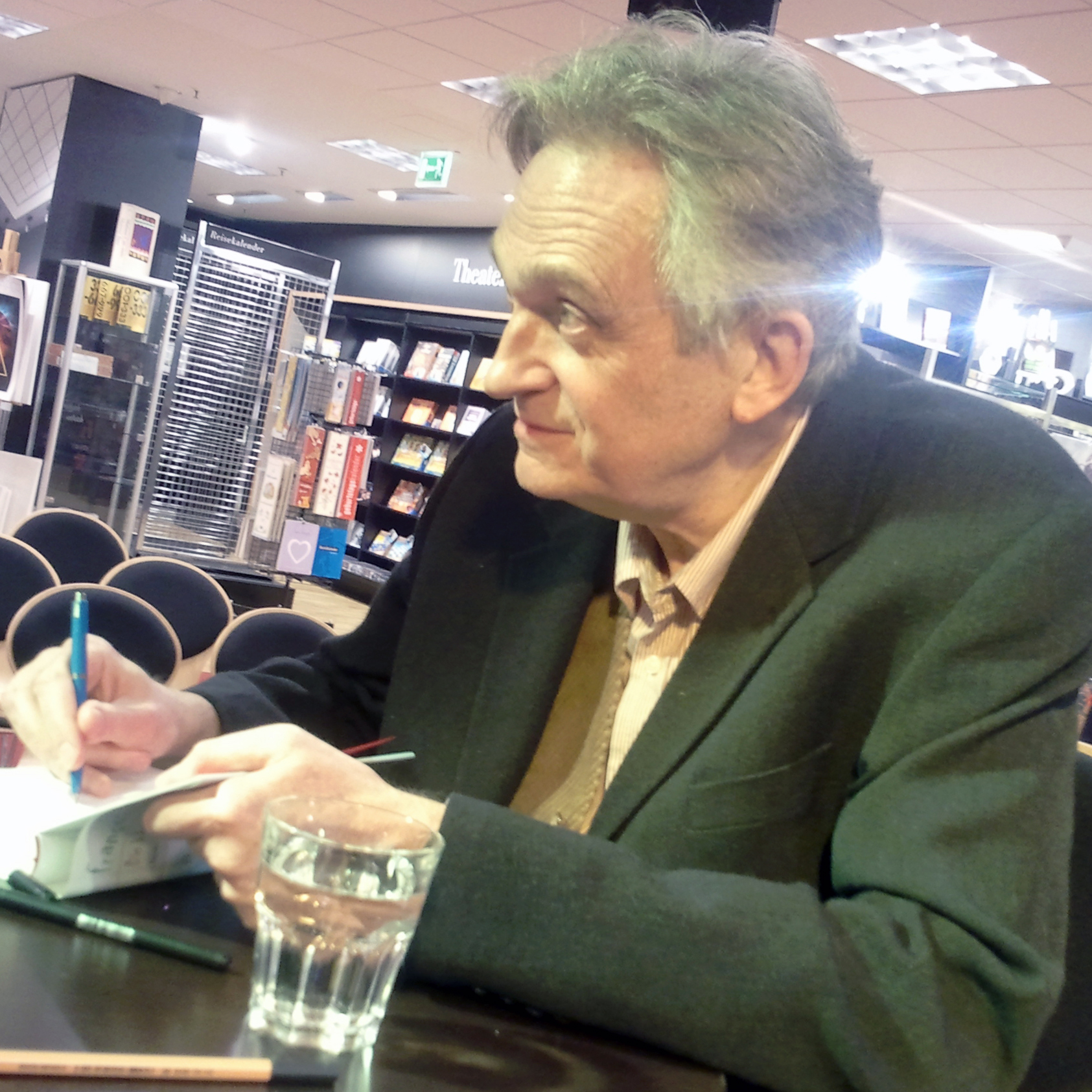

프랑수아 를로르(프랑스어: François Lelord, 1953년 6월 22일 파리 ~ )는 프랑스의 정신의학자이자 저술가이다.
- 꾸뻬 씨의 행복 여행
- 감정의 힘
- 엑토르, 그리고 사랑의 비밀
- 혼란스런 사랑 나라의 윌리크
- 다루기 힘든 사람들을 어떻게 대할 것인가
- 미치광이들을 위한 자유
- 엑토르 씨의 시간 여행(Le nouveau voyage d'Hector a la recherche du temps qui passe)
- 정신과 의사의 콩트